# Ambolt
 For alternative betydninger, se Ambolt (flertydig). (Se også artikler, som begynder med Ambolt)
En ambolt er et værktøj, der er lavet af en hård og massiv blok af sten eller metal. Ambolten bruges som underlag for arbejde med hammer, typisk når man skal forme jern i en smedje.
Ordet ambolt er lånt fra middelnedertysk ambolt (jf. engelsk anvil); sidste del af ordet (bolt) er muligvis beslægtet m. latin pellere, slå, støde; endv. er det i familie med oldnordisk bauta, slå, støde.
Ambolte forbindes almindeligvis ikke med træsmede, men med metalsmede og dermed beslægtede fag. Dog anvendes de hos os især på fileværkstedet, hvor sådanne forefindes, ved arbejde med savklinger der skal rettes (retteambolt) eller udlægges (læggeambolt, udlæggerambolt), både på værksteder til alle slags grovtandede save, men ikke mindst blandt skovarbejdere til langsav eller lignende. Bødkere bruger undertiden ambolt til at bindte ved, men hos ham hedder den på jysk spærhage. Almindelige smedeambolte findes i størrelserne fra 3-300 kg.
Ambolten er gerne forsynet med et eller to horn. Et rundt horn kan bruges til at smede ringe eller hestesko. Ambolten kan også være forsynet med to huller (i den modsatte ende af hornet, hvis der kun er et). Det ene hul er et sænkehul, hvor sænker og lignende værktøj kan fastgøres. Det andet hul er et lokkehul, hvor man med et lokkejern eller en lokhammer kan slå hul i en metalplade.
Guldsmede og sølvsmede benytter en lille ambolt uden horn. Det kaldes et flakjern og har en poleret overflade.
Skovarbejderens læggeambolt kan vanskeligt sammenlignes med den, vi kender fra grovsmedens værksted, for den er ikke større, end at han kan have den liggende i lommen eller i den kasse, han opbevarer og transporterer langsave i.